# Augustiniánský klášter v Třeboni

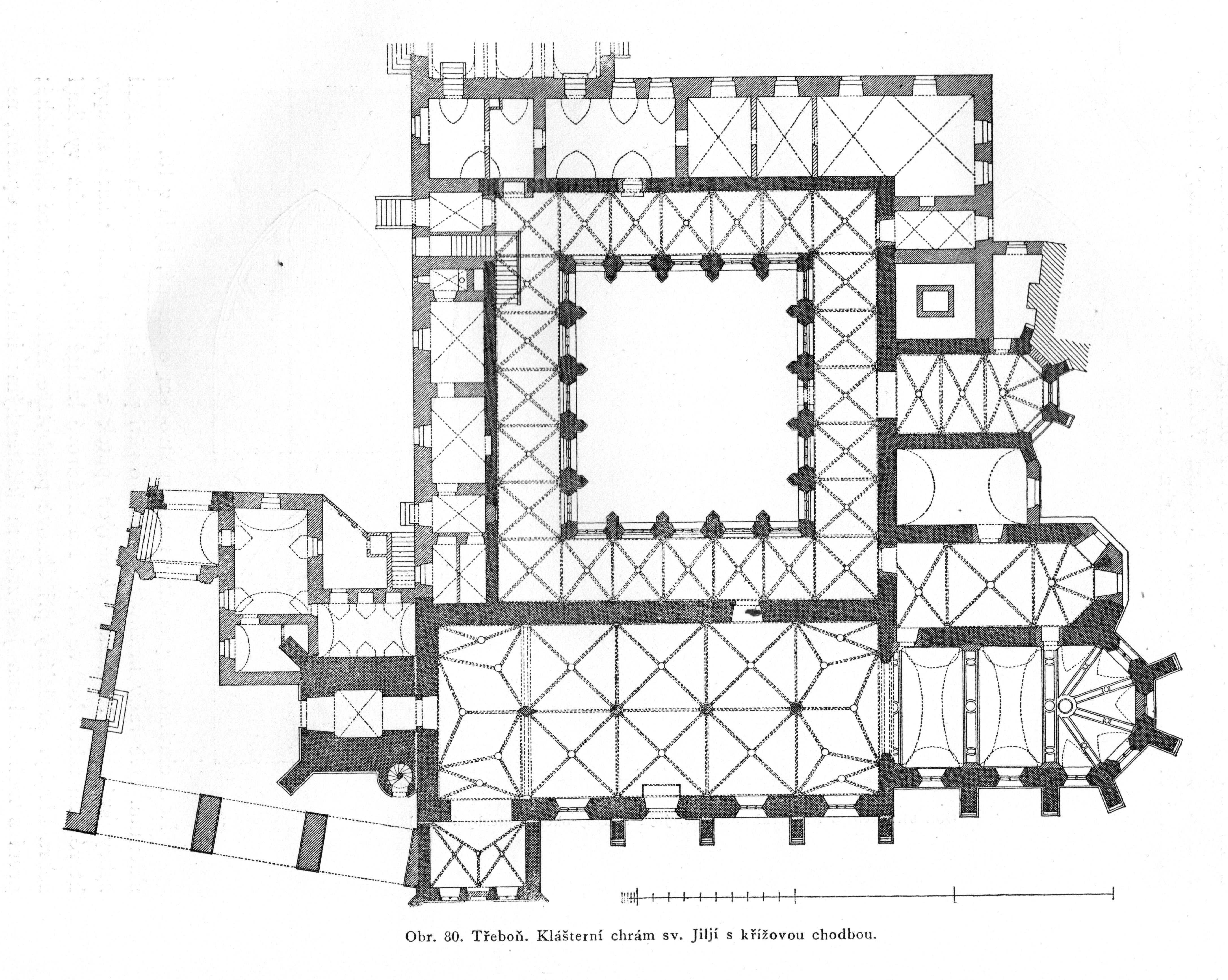
Třeboň, Klášter augustiniánů a kostel sv. Jiljí, půdorys

Areál kláštera řeholních kanovníků řádu sv. Augustina v Třeboni založili roku 1367 Petr, Jošt, Oldřich a Jan z Rožmberka a jejich založení potvrdil pražský arcibiskup. Původní gotická část, tj. dvoulodní kostel sv. Jiljí a Panny Marie s kaplí sv. Vincence, dobudovaný po roce 1370, klášterní ambit s polychromovanými žebrovými klenbami a freskami z počátku 15. století, se dochovaly téměř v původním stavu. Klášterní budovy ve stylu pozdního baroka byly postaveny roku 1750.

## Historie
Klášter se stal po svém založení významným střediskem náboženského hnutí Devotio moderna, umění a vzdělanosti, jeho nadace tvořily roku 1379 téměř čtvrtinu hodnoty pozemků a platů Třeboňska. Po vypuknutí husitské revoluce jej kanovníci opustili a vrátili se roku 1433. Podruhé se o jeho zrušení uvažovalo v 16. století v souvislosti s příchodem jezuitů, kteří byli nakonec uvedeni do Jindřichova Hradce. Klášter byl zrušen za josefinských reforerm v roce 1785, protože neprokázal školní ani špitální činnost. Při stávajícím kostele byl nahrazen katolickým děkanským úřadem, Třeboňského vikariátu a biskupství Českobudějovického.
Areál je chráněn jako národní kulturní památka České republiky.

### Různé
- Prohlídky kostela svatého Jiljí a Panny Marie Královny a části kláštera - gotické křížové chodby s nástěnnými malbami z 15. století a rajské zahrady se studní provádí pan kostelník každý den mimo neděle v 15.hodin. [2]
- Objekt je přístupný pro dětský kočárek a částečně pro vozíčkáře.
- V klášterním areálu, severovýchodně od ambitů křížové chodby a děkanského chrámu, působilo v 18. a 19. století první Třeboňské klasické gymnázium, až do výstavby nové budovy v nedaleké ulici Na Sadech (v roce 1903) za Staroměstskými hradbami, zmiňované v srpnu 1887 v souvislosti s školskými nařízeními, "ordonancemi ministra školství" Gautsche o postátnění vyšších škol.[3]